# ناروبادين ويراوا
ناروبادين ويراوا (12 يوليو 1994 بمحافظة فرا ناخون سي أيوتثايا في تايلاند - ) هو لاعب كرة قدم برازيلي في مركز الدفاع. شارك مع منتخب تايلاند تحت 20 سنة لكرة القدم ومنتخب تايلاند تحت 23 سنة لكرة القدم ومنتخب تايلاند لكرة القدم. أما مع النوادي، فقد لعب مع نادي بوريرام يونايتد ونادي بوليس تيرو.

## وصلات خارجية
- ناروبادين ويراوا على موقع إي إس بي إن إف سي (الإنجليزية)
- ناروبادين ويراوا على موقع قاعدة بيانات كرة القدم.إي يو (الإنجليزية)
- ناروبادين ويراوا على موقع ناشيونال فوتبول تيمز (الإنجليزية)
- ناروبادين ويراوا على موقع Soccerway.com (الإنجليزية)
- ناروبادين ويراوا على موقع عالم كرة القدم.نت (الإنجليزية)